# 6161 Vojno-Yasenetsky
6161 Vojno-Yasenetsky eller 1971 TY2 är en asteroid i huvudbältet som upptäcktes den 14 oktober 1971 av den ryska astronomen Ljudmila Tjernych vid Krims astrofysiska observatorium på Krim. Den är uppkallad efter den Rysk-ortodoxa kyrkans biskop Voyno-Yasenetsky.
Asteroiden har en diameter på ungefär 17 kilometer.